# Monarquía constitucional francesa
La monarquía constitucional francesa hace referencia al breve sistema de gobierno instaurado en Francia en 1791. Se situó entre la monarquía absoluta del rey Luis XVI y la Primera República, y duró del 4 de septiembre de 1791 hasta el 21 de septiembre de 1792.
El 3 de septiembre de 1791, al jurar la Constitución, Luis XVI hace pasar a Francia de monarquía absolutista a monarquía constitucional.
Como símbolos nacionales se escogió la escarapela tricolor y la bandera tricolor (la actual se originaría más tarde, al invertir los colores). Estos símbolos se originaron por la unión de los colores de la bandera de París (azul y rojo) y el de la monarquía (blanco).
La monarquía constitucional terminó el 21 de septiembre de 1792 cuando la Asamblea legislativa proclamó la abolición de la monarquía, dando paso a la Primera República francesa.

## Antecedentes
Durante los seis primeros meses de 1791, empeoraron las relaciones entre el Rey y la Asamblea Constituyente, a propósito de la confiscación de los bienes de la Iglesia (biens nationaux) y la introducción de la Constitución civil del clero.  Esto afectó profundamente al devoto Rey, y en vista que sentía la impotencia a la que había quedado su autoridad, adoptó una política de duplicidad sistemática, pues aunque públicamente aceptaba las decisiones de la Asamblea Nacional, privadamente conspiraba para huir de París y someter a los revolucionarios.
Esto le llevó a reaccionar en la primavera de 1791 para recobrar el terreno perdido, por ello necesitaba escapar de París y dirigirse a Lorena al encuentro de un ejército afín. La negativa de la Guardia Nacional a permitir que el Rey se trasladara a Saint-Cloud, aceleró este proceso. La fuga en la madrugada del 20 al 21 de junio de 1791 se frustró, en Sainte-Menehould fue reconocido y en Varennes fue detenido, y el Rey y su familia fueron conducidos a París. Ante esto, nobles y oficiales monárquicos emigraron en gran número al extranjero (émigré). La Asamblea Constituyente suspendió los poderes al Rey.
La fuga dio ocasión a que se desarrollara un movimiento republicano que exigía que se enjuiciara y castigara al Rey, pero la manifestación el 17 de julio en el Campo de Marte por el Club de los Cordeliers para pedir la deposición del Rey fue dispersada por la Guardia Nacional. Finalmente se hizo admitir la ficción de que el Rey Luis XVI había sido raptado por los aristócratas.
El 3 de septiembre se completó la Constitución y se envió al Rey, el 13 de septiembre fue aceptada y al día siguiente el Rey firmó personalmente la Constitución ante la Asamblea, siendo repuesto en sus funciones. Finalmente, el 30 de septiembre fue la última sesión de la Asamblea Constituyente y el 1 de octubre se reunió la primera sesión de la Asamblea Legislativa.

## La Constitución de 1791 y la formación de la Asamblea Nacional Legislativa

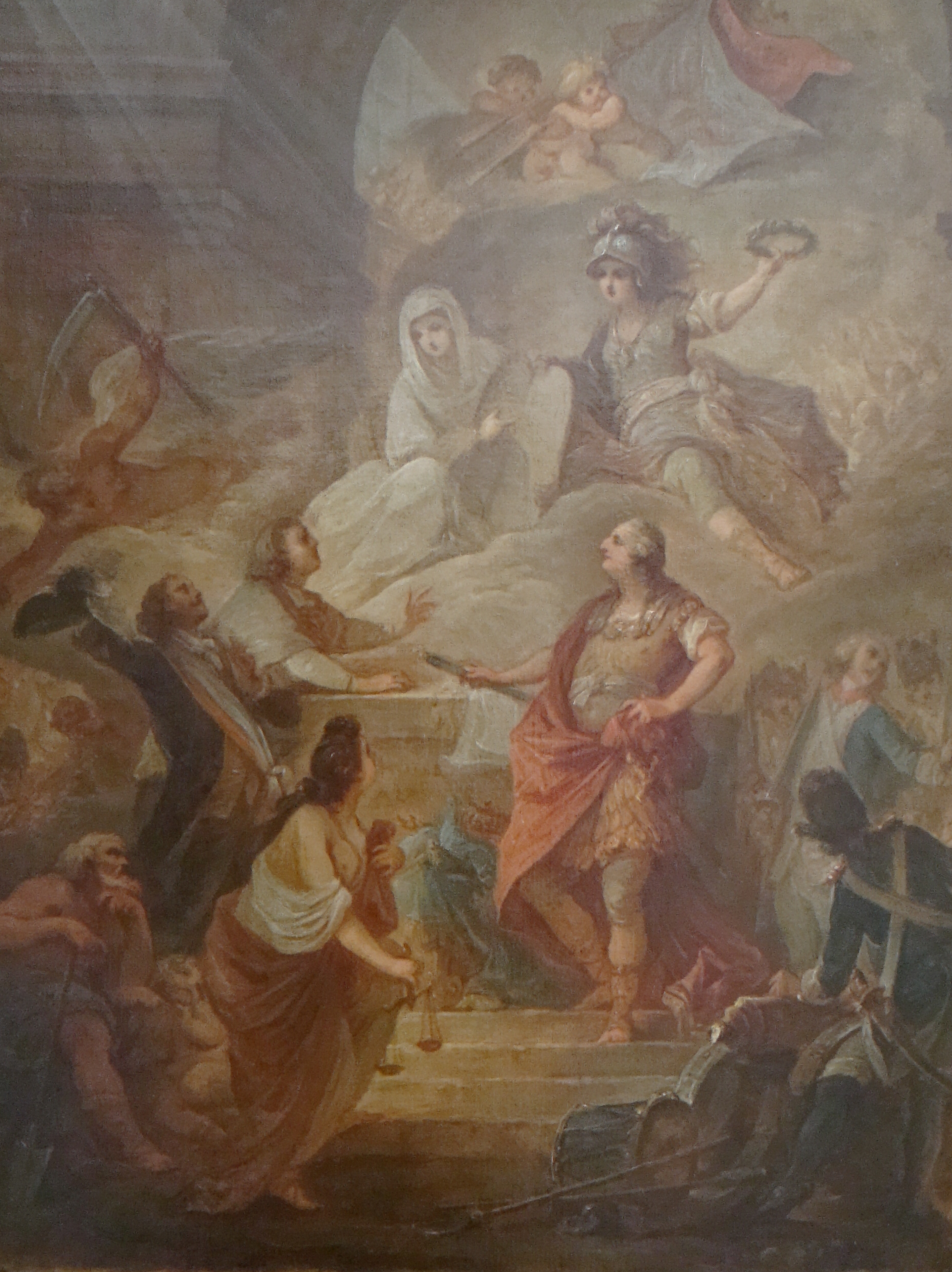
Luis XVI jurando fidelidad a la Constitución de 1791 sobre el altar de la patria, de Guy Brenet.

La Constitución de 1791 estableció en Francia una monarquía constitucional. Afirmó la soberanía nacional, mientras que la autoridad real quedó supeditada a la de la ley. Confirmó la separación de poderes, el poder legislativo correspondía a una Asamblea Nacional Legislativa unicameral de 745 miembros elegida por dos años e indisoluble; el Rey quedó encargado del Poder ejecutivo de la voluntad de la Asamblea, pero sin poder legislativo ni financiero, el rey no podía disolver la Asamblea, pero tenía derecho a veto suspensivo durante cuatro años, a las leyes que juzgara injustas o inconvenientes. lo cual dio lugar a un enfrentamiento entre el Rey y el Parlamento; para completar la separación de poderes, los jueces serían elegidos.
La Constitución estableció el sufragio indirecto y censitario a ciudadanos que pagaban impuestos, en contradicción a la Declaración de los derechos del hombre. Por otra parte, el rey retuvo su inmunidad, aunque sus decretos requerían la firma del ministro, quedó responsable de la política exterior, jefe de las fuerzas armadas y tenía autoridad para designar y revocar a sus ministros.
En la nueva Asamblea Nacional Legislativa no se permitían a los diputados de la Asamblea Constituyente durante cuatro años. Esto privó a la Asamblea de los hombres que habían trabajado para redactar la Constitución, y en consecuencia no intervinieron en trabajar por su éxito. El Club des Feuillants de tendencia monárquica y dirigidos por Barnave tenían 264 diputados, los jacobinos, de tendencia republicana, tenían 136, y el resto, 350 diputados, eran constitucionalistas, aunque desconfiaban del rey.
La Asamblea Constituyente también decretó que ningún miembro de la Asamblea sirviera al Rey como ministro y que los exdiputados tenían que esperar cuatro años para ello. El Rey, que no contó con el apoyo de los que habían redactado la Constitución, llevó una política de apoyo aparente de la Constitución, mientras que siguió con una diplomacia secreta para buscar apoyo en el extranjero para restituirle en su poder.

## El gobierno de Luis XVI y la Asamblea Nacional Legislativa
La actitud del rey Luis XVI a las nuevas instituciones fue ambiguo, pues pretendió seguir al pie de la letra la constitución para evidenciar la inviabilidad del sistema. 
Pero la Asamblea también sospechaba del rey especialmente tras la huida de Varennes y se veía en la responsabilidad de vigilar al poder ejecutivo del rey, y es por ello por lo que creó la Asamblea unos comités permanentes. Como la Asamblea Legislativa no podía destituir a los ministros del rey, creó un comité para seguir incidentes de traición, con el fin de revocar ministros por crimen de traición. Pero la Asamblea legislativa no sólo quería vigilar al poder ejecutivo, también quería prevenir los liderazgos de diputados individuales que ganaran demasiada experiencia, por lo que prohibió que un mismo diputado estuviera a la vez en varios comités, y que los comités se renovaran cada seis meses.
Otra fuerza que atrajo el interés político eran los émigrés. Los émigrés que habían escapado durante los primeros tiempos de la Revolución, ya desde el verano de 1789, dirigidos por el hermano del rey, el conde de Artois, se establecieron en Coblenza desde comienzos del 1791, para recobrar apoyo y fuerza para una contrarrevolución. Tras la intentona de fuga de Varennes, se unieron a los emigrés, miles de nuevos émigrés entre lo que se encontraban el conde de Provenza otro hermano del rey, y alrededor de dos tercios de cuerpo de oficiales del ejército. El 10 de julio el Emperador Leopoldo II emitió la circular de Padua en la que invitaba a los demás monarcas a restaurar la monarquía absoluta de Luis XVI, pero solo el rey Federico Guillermo II de Prusia se adhirió, en la Declaración de Pillnitz, el 27 de agosto de 1791. La aceptación de Luis XVI de la constitución en septiembre paralizó por el momento todo movimiento internacional en favor de los émigrés. Por su parte, el Rey no confió en los émigrés porque socavaban la credibilidad de la posición del rey como monarca constitucional dentro del país, y podrían causar una guerra civil en Francia. Los émigrés fueron considerados por la Asamblea como un severo peligro y a causa de ello resultó el decreto de 9 de noviembre de 1791, exigiendo el retorno de los emigrés so pena de la pérdida de sus propiedades y posiciones, el decreto parecía violar la Declaración de Derechos y Luis XVI usó su voto el 11 de noviembre de 1791 en favor de los émigrés.
Uno de los últimos decretos de la Constituyente fue anexar Aviñón y el Condado Venaissin, tras la condena del Papa de la Constitución civil del clero. En octubre, siguió la lucha entre los anexionistas y los que se oponían a la anexión, y esto animó a la Legislativa para perseguir a los sacerdotes refractarios como conspiradores. La Asamblea Legislativa promulgó que los sacerdotes refractarios tomaran el juramento a la constitución civil, pero Luis XVI usó su veto el 19 de diciembre. 
Pero a pesar de esos vetos, el Rey obró para ganarse a la Asamblea anunciando el 14 de diciembre un ultimátum para que los electores de Tréveris y Maguncia expulsaran a las fuerzas émigrés de sus territorios. De esta manera, el Rey se aseguraba la guerra con principados alemanes favorecería la intervención austriaca, la destrucción del ejército francés y la restauración de su monarquía. Por su parte, los girondinos dirigidos por Brissot enardecieron a la Asamblea hacia la guerra para subyugar a los emigrés y a los poderes extranjeros que les apoyaran, ya que disponían de un ejército de ciudadanos libres y no de soldados de paga. El resultado no fue el esperado, los electores expulsaron a los émigrés. 
En marzo de 1792, los girondinos imputaron al ministro de exteriores, y el rey renovó ministros, designó a Dumouriez, de entre los girondinos de Brissot, como nuevo ministro de exteriores, y con él otros dos girondinos más: Roland para interior y Clavière para economía. Entretanto el emperador Leopoldo había fallecido, y el 20 de abril de 1792 Luis XVI anunció a la Asamblea la guerra a su sucesor, el soberano austriaco Francisco II, ante el entusiasmo de la Asamblea, pues sólo 7 diputados votaron en contra.
La guerra se inició como un desastre francés, las fuerzas francesas fueron puestas en retirada en Bélgica. Y entre la turbulencia por las revueltas por disturbios callejeros por la comida, el asignado cayó un 63%, se buscaron y encontraron culpables tanto en el origen austriaco de la reina, que la hicieron sospechosa de conspirar para la derrota francesa, como en sospechas de un comité austriaco en las Tullerías.
Los ejércitos de Austria y Prusia y los emigrados se dirigieron a Francia. La Asamblea votó un decreto para reclutar una tropa de 20.000 voluntarios, pero Luis XVI impuso su veto a la leva. El ministro Roland dio queja al Rey por la necesidad de la movilización ya que la mayor parte de oficiales se había pasado a los emigrados. Pero Luis XVI despidió a los ministros girondinos el 13 de junio e insistió su veto. Esto condujo a la crisis que precipitó la caída de la monarquía.
Los Jacobinos organizaron una irrupción a las Tullerías el 20 de junio de 1792, donde 10.000-20.000 sans-culottes sitiaron al Rey, quien defendió su lealtad a la constitución. Ante esto el duque de Brunswick, que comandaba el ejército austro-prusiano emitió su manifiesto el 15 de julio, en el que amenazaba a quien cometiera daño al monarca. El 11 de julio la Asamblea decretó la patria en peligro y movilizó a la nación permitiendo a los voluntarios acudir armados a París (fédérés). 
El 10 de agosto, el club Jacobino derribó el gobierno municipal de París y organizó una comuna revolucionaria que se opuso a la Asamblea Legislativa. Las Tullerías fueron asaltadas por una fuerza de 20.000 personas entre los que se hallaban los sans-culottes, los fédérés venidos de Brest y Marsella, y Guardias nacionales parisienses. Ante esto, la familia Real tomó refugio en la Asamblea. Finalmente la Asamblea se doblegó a las fuerzas parisinas y suspendió al monarca en sus funciones y lo encarceló, y convocó elecciones por sufragio universal masculino para constituir una Convención para sustituir a la Asamblea legislativa.
Las semanas posteriores al 10 de agosto se caracterizaron por el primer terror marcado por las deportaciones de curas refractarios, el arresto de aristócratas y las masacres de miles de prisioneros sospechosos realistas del 2 al 5 de septiembre, coincidiendo con las elecciones a la Convención.
En la primera sesión de la Convención el 21 de septiembre de 1792, la monarquía fue abolida.